# Over There (film)
Over There er en amerikansk stumfilm fra 1917 af James Kirkwood.

## Medvirkende
- Charles Richman som Montgomery Jackson
- Anna Q. Nilsson som Bettie Adams
- Walter McGrail
- Gertrude Berkeley
- Walter Hiers